# Daniel Keatings
Daniel Ryan Keatings (né le 4 janvier 1990 à Kettering) est un gymnaste britannique.
Keatings a représenté l'Écosse aux Jeux du Commonwealth de 2006 ainsi que le Royaume-Uni aux championnats du monde de gymnastique artistique 2007 et 2009 et aux Jeux olympiques d'été de 2008.

## Palmarès

### Jeux olympiques
- Pékin 2008
  - 20e au concours général individuel

### Championnats du monde
- Stuttgart 2007
  - 7e au cheval d'arçons

- Londres 2009
  -  médaille d'argent au concours général individuel

### Championnats d'Europe
- Amsterdam 2007
  -  médaille d'argent au cheval d'arçons

- Milan 2009
  -  médaille d'argent au concours général individuel
  -  médaille de bronze au cheval d'arçons

- Birmingham 2010
  -  médaille d'argent par équipes
  -  médaille d'or au cheval d'arçons

- Moscou 2013
  -  médaille d'or au cheval d'arçons

- Sofia 2014
  -  médaille d'argent au concours par équipes